# 荷蘭人教堂
荷蘭人教堂（英語：Dutch Church, Austin Friars）是英國倫敦的一座新教教堂，位於倫敦市。現在的教堂修建於1950年至1954年。這座教堂是世界最古老的荷蘭語新教教堂。

## 外部連結
- Dutch Church, Austin Friars （页面存档备份，存于）

51°30′56″N 0°5′8″W / 51.51556°N 0.08556°W